# Maxim Juretzka
Maxim Juretzka (* 1980 in Berlin) ist ein deutscher Filmproduzent und Produktionsleiter.

## Leben und Wirken
Juretzka studierte von 2004 bis 2009 Produktion an der Filmuniversität Babelsberg, nachdem er seit 2001 in diversen Bereichen der Filmherstellung gearbeitet hatte. Gemeinsam mit dem Autor und Regisseur Jonas Grosch realisierte er 2009 seinen Abschlussfilm Résiste – Aufstand der Praktikanten als Produzent bzw. Produktionsleiter. An dem Film war die von Juretzka und Jost Hering gegründete Firma BuntFilm als Kooperationspartner beteiligt. 2010 folgte die erste Eigenproduktion mit BuntFilm, der mittellange Spielfilm Philipp von Fabian Möhrke, der neben zahlreichen Publikumspreisen den First Steps Award 2010 gewann und 2011 auf ARTE erstmals im Fernsehen gezeigt wurde. 2011 produzierte Juretzka wieder mit Jonas Grosch dessen zweiten Spielfilm Die letzte Lüge. Im Jahr 2012 produzierte er die Spielfilme Millionen von Fabian Möhrke und Lamento von Jöns Jönsson. Millionen hatte seine Erstaufführung bei den Hofer Filmtagen 2013, Lamento wurde in der „Perspektive Deutsches Kino“ 2014 erstaufgeführt, nachdem der Film schon 2013 einen First Steps Award als „Bester abendfüllender Spielfilm“ erhalten hatte.
Seit 2010 arbeitet Juretzka zudem als freier Produktionsleiter und hat in dieser Funktion bereits mehrere Spielfilme, Serien und zahlreiche andere Formate realisiert.

## Filmografie (Auswahl)
- 2009: Résiste – Aufstand der Praktikanten (Produzent/Produktionsleitung)
- 2010: Philipp (Produzent)
- 2011: Die letzte Lüge (Produzent)
- 2013: Millionen (Produzent)
- 2014: Lamento (Produzent)
- 2019: Im Niemandsland (Produzent)

## Auszeichnungen (Auswahl)
- 2010: First Steps Award „Bester mittellanger Spielfilm“ für Philipp
- 2013: First Steps Award „Bester abendfüllender Spielfilm“ für Lamento
- 2014: Achtung Berlin Festival, „Bester Spielfilm“ für Millionen
- 2019: Biberacher Filmfestspiele, „Bester Spielfilm“ für Im Niemandsland